# Eutrichosiphum sinense
Eutrichosiphum sinense är en insektsart som beskrevs av Raychaudhuri, D.N. 1956. Eutrichosiphum sinense ingår i släktet Eutrichosiphum och familjen långrörsbladlöss. Inga underarter finns listade i Catalogue of Life.